# 林忠行
林 忠行（はやし ただゆき、1950年 - ）は、日本の政治学者。京都女子大学学長（2014年-2020年）、北海道大学名誉教授、日本ロシア・東欧研究連絡協議会代表幹事。専門は国際政治史、チェコスロヴァキア政治外交史。

## 経歴
出生から修学期
1950年、北海道で生まれた。 1970年3月、神奈川県立横須賀高等学校を卒業。東京都立大学法学部で学び、1975年3月に卒業した。一橋大学大学院法学研究科公法専攻に入学し、細谷千博の指導を受けた。学位は、修士（法学）（一橋大学）。1977年3月に修士課程を修了。博士課程在学中の1978年11月よりカレル大学哲学部史学科にチェコスロヴァキア政府奨学生として留学(1980年11月まで）。1982年3月、一橋大学大学院法学研究科公法専攻博士課程を単位取得退学。
職歴
- 1982年4月 - 一橋大学法学部助手
- 1985年4月 - 広島大学法学部助教授
- 1991年8月 - 広島大学法学部教授
- 1994年4月 - 北海道大学スラブ研究センター（現・北海道大学スラブ・ユーラシア研究センター）教授
- 1996年4月 - 北海道大学スラブ研究センター長（1998年3月まで）
- 2006年4月 - 国立大学法人北海道大学理事兼副学長
- 2011年4月 - 京都女子大学現代社会学部教授
- 2014年5月 - 同大学学長
- 2017年1月 - 日本ロシア・東欧研究連絡協議会代表幹事[5]
- 2017年5月 - 日本スラブ東欧学会（JSSEES)理事長[5]

学内における役職
- 1996年4月：北海道大学評議員（1998年3月まで）

## 著書

### 単著
- 『粛清の嵐と「プラハの春」：チェコとスロヴァキアの40年』(シリーズ東欧現代史 3) 岩波書店［岩波ブックレット］ 1991
- 『中欧の分裂と統合：マサリクとチェコスロヴァキア建国』中央公論社［中公新書］1993
- 『東欧の歴史と民族問題』（広島平和文化センター「平和図書」、1995年）
- 『チェコスロヴァキア軍団：ある義勇軍をめぐる世界史』岩波書店 2021

### 共編著
- 『講座スラブの世界 (7) スラブの国際関係』伊東孝之・木村汎共著、弘文堂 1995
- The Emerging New Regional Order in Central and Eastern Europe, Slavic Research Center, Hokkaido University, 1997
- 『連邦解体の比較研究：ソ連・ユーゴ・チェコ』柴宜弘・中井和夫共著、多賀出版 1998
- 『ポスト冷戦時代のロシア外交』伊東孝之と共著、有信堂高文社 1999
- The Construction and Deconstruction of National Histories in Slavic Eurasia, Slavic Research Center, Hokkaido University, 2003
- Post-Communist Transformations: The Countries of Central and Eastern Europe and Russia in Comparative Perspective, 大串敦共著, Slavic Research Center, Hokkaido University, 2009
- 『体制転換研究の先端的議論』仙石学と共著、スラブ研究センター 2010
- 『ポスト社会主義期の政治と経済：旧ソ連・中東欧の比較』仙石学と共著、北海道大学出版会 2011[6]